# Luis Calvo Calvo
Luis Calvo Calvo (1957) es un antropólogo, historiador de la ciencia e investigador del CSIC.
Doctorado en Antropología por la Universidad de Barcelona en 1989, Luis Calvo desempeña su labor profesional como Investigador Científico en el Departamento de Historia de la Ciencia de la Institución Milá y Fontanals de investigación en Humanidades, el centro de investigación en Humanidades de referencia del CSIC en Cataluña, centro del que es también su director desde 1998. Además, desde 2000, Calvo es el delegado institucional del Consejo Superior de Investigaciones Científicas en Cataluña. También es el director científico-cultural de la 'Residencia de Investigadores de Barcelona', un consorcio público creado en 1993 por el Consejo Superior de Investigaciones Científicas y por la Generalidad de Cataluña. Fruto de su labor profesional, destacan sus publicaciones en el ámbito de la antropología, y especialmente la antropología en Cataluña. Desde 1993 hasta 1996 fue el primer director del “Inventario del Patrimonio Etnológico de Cataluña”. Desde 1992 es el director de la Revista de Etnología de Cataluña y miembro del Consejo Asesor de revistas como la Revista de Dialectología y Tradiciones Populares. Entre otras tareas, también se ocupa de la dirección la colección de libros de Antropología de la Editorial CSIC “Biblioteca de Dialectología y Tradiciones Populares”.

## Publicaciones[4]
- Historia de la antropología en Cataluña (1997)
- Tomàs Carreras i Artau o El tremp de l'etnologia catalana (1994)
- La antropología en Cataluña (1915-1970) (1991)
- Violant y Simorra, conjuntamente con Ramona Violant Ribera (1990)
- Joan Amades i Gelats (1990)